# Que sais-je ?

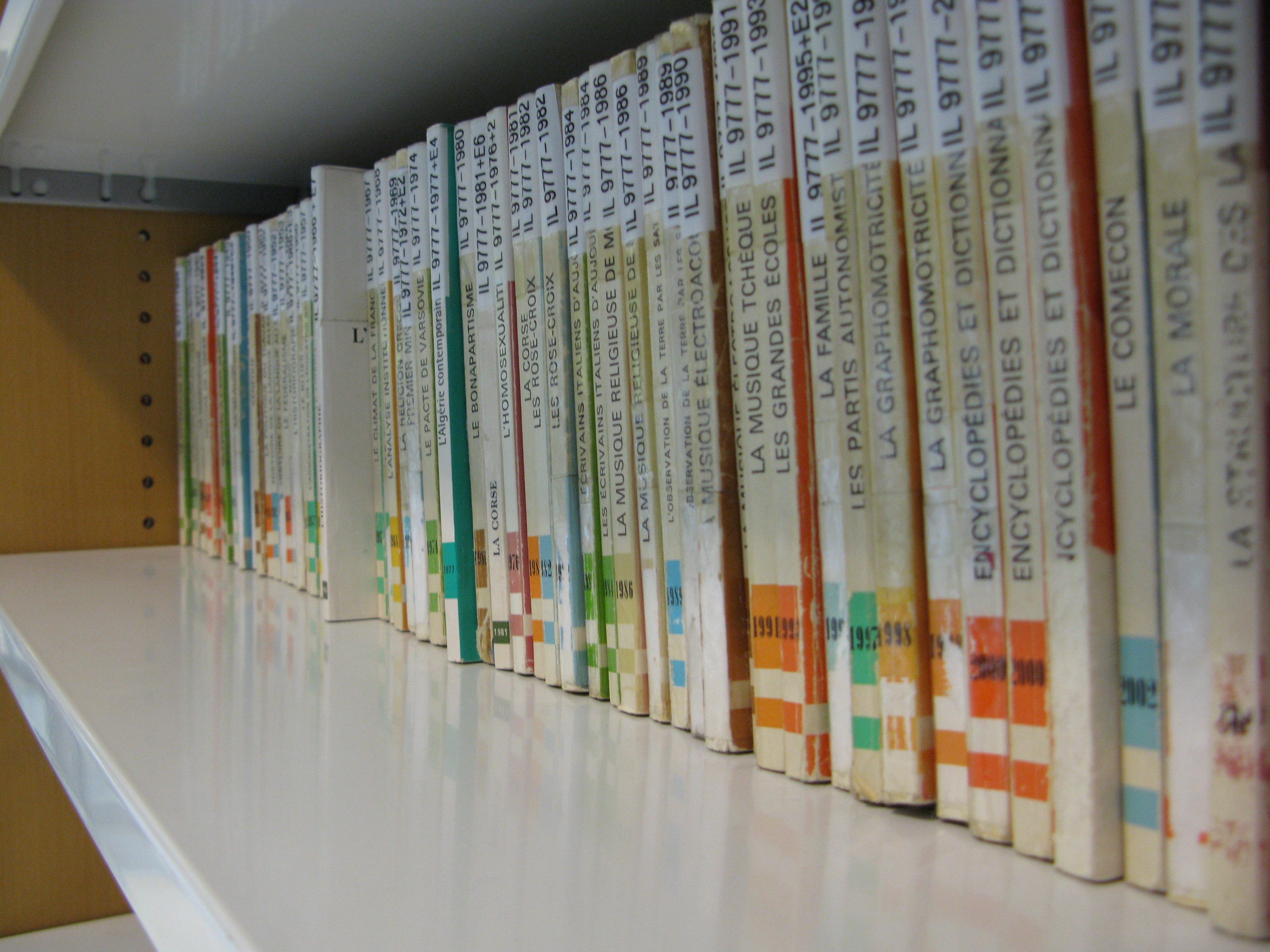

Que sais-je ? is een Franstalige encyclopedische collectie van de Presses universitaires de France (PUF) die in 1941 door Paul Angoulvent (1899-1976) werd gestart.  Elk deeltje uit de collectie brengt de essentie over een bepaald onderwerp in 128 pagina's.
In 2004 waren er reeds 160 miljoen exemplaren verkocht en werden delen van de reeks vertaald in veertig talen.